# Lars-Erik Larsson
Pour les articles homonymes, voir Larsson.
Lars-Erik Larsson est un compositeur et pédagogue suédois né le 15 mai 1908 à Åkarp et mort le 27 décembre 1986 à Helsingborg. 

## Éléments biographiques
Lars-Erik Larsson a composé dans de nombreux styles, allant du post-romantisme au néoclassicisme en passant par le dodécaphonisme (premier compositeur suédois à composer dans ce style). Il a travaillé pour la Radio suédoise et enseigna la composition au Conservatoire de Stockholm (1947–1959), où il eut notamment pour élève Bo Linde, puis à l'Université d'Uppsala (1961–1966).
Il gagna une renommée internationale grâce à sa Sinfonietta (1932), ses trois symphonies (1928, 1937, 1945), son Divertimento No. 2 (1935), sa célèbre Suite Pastorale (1938), sa cantate « Le Dieu déguisé » (1940), ses lieder et ses pièces pour pianos.
Il composa également douze concertinos pour soliste instrumental et orchestre à cordes (1955-1957) : flûte, hautbois, clarinette, basson, cor, trompette, trombone, violon, alto, violoncelle, contrebasse et piano.
Il a aussi écrit pour le théâtre et le cinéma.

## Œuvres majeures
Trois symphonies pour orchestre
- Symphonie no 1 en ré majeur, op. 2 (1927-1928)
- Symphonie no 2, op. 17 (1936-1937)
- Symphonie no 3 en ut mineur, op. 34 (1944-1945)

Autres pièces
- Concerto pour saxophone alto et orchestre à cordes, op. 14 (1934)
- Divertimento pour orchestre de chambre, op. 15 (1935)
- Sonatine pour piano no 1, op. 16 (1936)
- Suite Pastorale, op. 19 pour orchestre de chambre (1938)
- Förklädd Gud (Le Dieu déguisé), op. 24 Cantate pour soprano, baryton, chœur mixte et orchestre
- 12 Concertinos pour soliste et orchestre à cordes, op. 45 no 1 - 12